# Poljna
Poljna (en serbe cyrillique : Пољна) est une localité de Serbie située dans la municipalité de Trstenik, district de Rasina. Au recensement de 2011, elle comptait 1 061 habitants.
Poljna est officiellement classé parmi les villages de Serbie.

## Démographie
| 1948  | 1953  | 1961  | 1971  | 1981  | 1991  | 2002  | 2011  |
| ----- | ----- | ----- | ----- | ----- | ----- | ----- | ----- |
| 1 579 | 1 662 | 1 626 | 1 527 | 1 503 | 1 400 | 1 214 | 1 061 |

|  |